# Knol
Knol (contracción inglesa de la expresión unit of knowledge o unidad de conocimiento) fue un proyecto de enciclopedia en línea desarrollado por Google Inc., cuyos artículos (llamados knoles) eran escritos por autores (knoleros) o por un conjunto de ellos.
Una de sus características principales fue que los knoles eran creados y escritos completamente por el mismo usuario, debido a que el nombre del autor era destacado dentro del artículo, cosa que en otras enciclopedias en línea como la Wikipedia no ocurre.
En noviembre de 2011 Google anuncia que Knol llega a su fin, produciéndose el cierre final el día 30 de abril de 2012, los contenidos fueron borrados el 1 de octubre de 2012, en este último intervalo los usuarios que habían ingresado previamente artículos a la plataforma tuvieron la oportunidad de descargarlos y migrar los contenidos a la plataforma sistema de gestión de contenidos Annotum, basada en Wordpress.